# الورق النشط بيولوجيا
الورق النشط بيولوجيًا هو حساس ورقي يساعد على تحديد المولوثات المختلفة على الطعام والماء. تم تطوير الأبحاث الخاصة بالاوراق النشطة بيولوجيًا لأول مرة في عام 2009، وفي عام 2011 مُنحت الابحاث الخاصة بها منحة لمدة 5 سنوات يبلغ مجموعها 7.5 مليون دولار كندي. لقد تم تطويره على مستوى مرحلة جهاز الاستشعار البيولوجي، مما يعني أنه يمكنه الكشف عن المبيدات الحشرية  ولكنه غير قادر بعد على طرد السموم وإبطال مفعولها. ومع ذلك، فإن قدرتها على اكتشاف الأخطار المحتملة لها تطبيقات على صحة الإنسان وسلامته. تتمثل فوائد الورق النشط بيولوجيًا في أنه بسيط ومحمول ويمكن التخلص منه وغير مكلف.

## تطوير الورق النشط بيولوجيا
تم تطوير الورقة النشطة بيولوجيًا من قبل شبكة الورق النشط بيولوجيًا في كندا، وهي اتحاد من الباحثين والصناعيين والجامعيين والشركاء والطلاب.  الشبكة تستضيفها جامعة ماكماستر في هاميلتون، أونتاريو ويقودها الدكتور روبرت بيلتون، المدير العلمي والدكتور جورج روزنبرغ، المدير التنفيذي المنتدب.
طور جون بنين وفريقه البحثي في جامعة ماكماستر طريقة لإنشاء ورق نشط بيولوجيًا عن طريق طباعة أجهزة استشعار حيوية للكشف عن الملوثات تعتمد على مجموعات من الأجسام المضادة أو الإنزيمات أو الأبتاميرات أو العاثيات، على بنية الورقة.  ثم تلتصق هذه المجموعات بمسببات الامراض وعدد من الملوثات الأخرى مما يؤدي إلى استجابة يمكن اكتشافها.
تكون المواد الكيميائية النشطة بيولوجيًا في شكل «حبر» يمكن طباعته أو تغطيته أو تشريبه على الورق أو داخله باستخدام عمليات صناعة الورق الحالية والطباعة عالية السرعة. يتم تغطيه الحبر بطبقات مختلفة ومع انه يبدو مثل الحبر العادي المستخدم في طباعة الكمبيوتر العادية الا انه يحتوي على اضافات تجعله متوافقًا حيويًا.
يتكون الورق من متوافقات حيوية من جزيئات السيليكا النانوية والتي يتم توزيعها على الورق اولا ثم يتم وضع الحبر الذي يحتوي على الانزيم مما يشكل طبقه من الحبر الحيوي المحاصر على الورق بواسطة السليكا. عندما تتعرض الورقة لسموم، يتغير لون الجزيئات الموجودة في الحبر بناءً على كمية السموم في العينة.
ان الورق النشط غير متوفر لاستخدام العامه بعد الا انه على وشك أن يتم توفيره تجاريا. للورق النشط بيولوجيًا أيضًا مدة صلاحية جيدة. حيث قال الباحثون إنه لا يزال من الممكن استخدام الشريط بشكل فعال لمدة شهرين على الأقل عند تخزينه بشكل صحيح.

## تطبيقات الورق النشط
الورق عنصر مثالي لتطوير أجهزة الفحص الحيوي التي يمكن التخلص منها بسهولة يمكن استخدام الأوراق النشطة بيولوجيا لتطوير أجهزة تحليلية ورقية للتشخيص السريري وتقييم خلل النطق في الاعضاء
يمكن أن توفر الأوراق النشطة بيولوجيا وأجهزة الاستشعار الورقية منصة ناشئة ذات قدرات وفرص جديدة للتحليلات البيولوجية والرعاية الصحية [95]. يعتمد الاحتمال المستقبلي للأجهزة التشخيصية الورقية والورقية النشطة بيولوجيا على قدرة الأجهزة على التعامل مع الإعدادات المحدودة الموارد والبساطة والفعالية من حيث التكلفة والدقة عالية المستوى لتحل محل التقنيات الحالية.

### الرعاية الصحية
يستخدم الورق النشط في حماية العاملين في الرعاية الصحية في أقنعة الوجه
```
يتم ذلك بالعمل على تعليق 
الفيروسات
 على سطح المرشح ومنعها من المرور عبر مسام الفلتر.
```

### التغليف والتعبئة
لطبيعة الورق وقدرته على اختبار مواد محددة بسهولة، يمكن استخدام الورق النشط في:
- صناعة التغليف، خاصة أن شركات الورق النشط تفكر في استخدامه في الكشف عن عمليات التلاعب في المواد.
- له استخدام آخر في الكشف عن الميكروبات ومضادات الميكروبات المحتملة. 